# Президент на Румъния
Президентът на Румъния (на румънски: Președintele României) е държавен глава на Румъния. След изменение на румънската конституция през 2003 г. президентът се избира пряко по система от два тура и е с мандат от пет години. Едно лице може да служи два мандата. По време на своя мандат президентът не може да бъде официален член на политическа партия. Президентът на Румъния е върховен главнокомандващ на румънските въоръжени сили.
Длъжността на президента е създадена през 1974 г., когато комунистическият лидер Николае Чаушеску издига председателството на Държавния съвет до пълноправно изпълнително президентство. Тя приема сегашната си форма на етапи след Румънската революция – Йон Илиеску сваля Чаушеску, което довежда до приемането на настоящата конституция на Румъния през 1991 г.
Настоящият президент е Никушор Дан, встъпил в длъжност на 26 май 2025 г. Той наследява временно изпълняващия длъжността Илие Боложан.

## Комунистическа епоха
В епохата на комунизма президентът е избиран за петгодишен мандат от Великото народно събрание (ВНС) по препоръка на Централния комитет на Румънската комунистическа партия и Фронта на социалистическото единство и демокрация, без ограничения на мандата. Чаушеску е единственият титуляр на длъжността при тази система. Той е избран от ВНС през 1974 г. и преизбран през 1980 и 1985 г., всеки път без опозиция. Президентът продължава да служи като председател на Държавния съвет и има право да отговаря по всеки въпрос, който не изисква пленум на Държавния съвет. Той също назначава и освобождава министри и ръководители на централни агенции. Когато ВНС не заседава (на практика през по-голямата част от годината), президентът може да назначава и освобождава председателя на Върховния съд и главния прокурор без одобрението на Държавния съвет. Всъщност от него дори не се изисква да се консултира с другите членове от Държавния съвет, когато взема подобни решения. Чаушеску създава длъжността, за да се превърне в основен човек, вземащ решенията. Преди това той номинално е „пръв сред равни“ в Държавния съвет, черпейки реалната си власт от ръководството на Комунистическата партия. На практика той използва властта си, за да отговаря по всички въпроси, които не изискват пленум.

## Клетва за длъжност
След като Конституционният съд признава законността на изборите, Камарите на парламента се събират на съвместно заседание. Избраният президент полага следната клетва, посочена в член 82 от Конституцията:

## Наследяване
Ако длъжността на президента се оваканти поради оставка, импийчмънт, постоянна невъзможност да изпълнява служебните си задължения или смърт, докато е в длъжност, председателят на Сената или председателят на Камарата на депутатите (в този ред) става Временен президент на Румъния. Временен президент не може да се обръща към парламента, да го разпуска, нито да призовава за референдум (референдумът за импийчмънт след предложение за временно отстраняване се свиква от парламента). Свободното място на длъжността не може да бъде за повече от три месеца. Докато президентът е отстранен, длъжността не се счита за свободна.

## Списък на президентите
|   | картинка | име                 | встъпил в длъжност | напуснал длъжността | партия                         |
| 1 |          | Николае Чаушеску    | 28 март 1974       | 22 декември 1989    | Румънска комунистическа партия |
| 2 |          | Йон Илиеску         | 26 декември 1989   | 29 ноември 1996     | Независим политик              |
| 3 |          | Емил Константинеску | 29 ноември 1996    | 20 декември 2000    | Независим политик              |
| 4 |          | Йон Илиеску         | 20 декември 2000   | 20 декември 2004    | Независим политик              |
| 5 |          | Траян Бъсеску       | 20 декември 2004   | 20 декември 2014    | независим политик              |
| 6 |          | Клаус Йоханис       | 20 декември 2014   | 12 февруари 2025    | независим политик              |
| 7 |          | Никушор Дан         | 26 май 2025        | Понастоящем         | Независим политик              |

## Временно изпълняващи длъжността президент на Румъния (2007; 2012; 2025)
|   | картинка | име                 | встъпил в длъжност | напуснал длъжността | партия                      |
| – |          | Николае Вакарою     | 20 април 2007      | 23 май 2007         | Социалдемократическа партия |
| – |          | Крин Антонеску      | 10 юли 2012        | 27 август 2012      | Национална либерална партия |
| – |          | Илие Боложан (и.д.) | 12 февруари 2025   | 26 май 2025         | Национална либерална партия |